# Liste der Ausstellungen von Joseph Beuys
Der deutsche Künstler Joseph Beuys (* 1921, † 1986) hat von 1947 bis 1985 unter anderem an folgenden Einzel- und Gruppenausstellungen teilgenommen.

## Ausstellungen

### 1940–1970
- 1947: Junge Ernte, Kunsthalle Düsseldorf, Düsseldorf; Gruppenausstellung: Beuys beteiligte sich mit drei Landschaftsaquarellen. (12.1.–23.2.)
- 1953: Josef Beuys. Plastik, Graphik, Haus van der Grinten, Kranenburg (22.2.–15.3.)
- 1953: Große deutsche Rundfunk-, Phono- und Fernsehausstellung, Ehrenhof, Düsseldorf; Gruppenausstellung: Beuys und Heerich vertreten mit Semniskatenschwingungen um einen Kern, Messing, Palisander, 1953; Die Arbeit ist heute Teil von Grauballemann, 1952. Diese befindet sich im Block Beuys. (29.8.–6.9.)
- 1961: Joseph Beuys. Zeichnungen, Aquarelle, Ölbilder, plastische Bilder aus der Sammlung van der Grinten, Museum Haus Koekkoek, Kleve (8.10.–5.11.)
- 1963: Leben mit Pop – Eine Demonstration für den Kapitalistischen Realismus, Möbelhaus Berges, Flinger Straße 11, Düsseldorf; Beuys zeigte den Beitrag „‚Garderobe‘ mit Leihgabe von Prof. Beuys.“[2] (11.10.)
- 1963: JOSEPH BEUYS FLUXUS, Haus van der Grinten, Kranenburg (26.10.–24.11.)
- 1964: documenta III, Kassel, Beuys war mit Zeichnungen und Plastiken der Jahre 1951 bis 1965 beteiligt. (27.6.–5.10.)
- 1965: Weiss – Weiss, Galerie Schmela, Düsseldorf; Gruppenausstellung: Beuys zeigte einen weißen Fisch und eine weiße Wurst. (14.9. – Eröffnung der Galerie Schmela, Düsseldorf)
- 1965: … irgend ein Strang …/ with Compliments from FLUXUS / mit Sondergenehmigung von Projekt Westmensch, Galerie Schmela, Düsseldorf; erste monographische Ausstellung in einer Galerie. Der Künstler zeigte 38 Arbeiten aus den Jahren 1951 bis 1965, wovon sich heute vierzehn im Block Beuys befinden. (27.11.–31.12.)
- 1966: … mit Braunkreuz, Galerie René Block, Berlin (18.–24.6.)
- 1966: Handzeichnungen, Galerie Nächst St. Stephan, Wien (4.–23.11.)
- 1967: Accrochage, Wide White Space Gallery, Antwerpen; Gruppenausstellung: Beuys vertreten mit JOYCE, 1961 und der Skulptur Doppelspaten, 1965. (30.1.–16.2.)
- 1967: Fettraum, Galerie Franz Dahlem, Darmstadt (21.–28.3.)
- 1967: Kunst des 20. Jahrhunderts aus rheinisch-westfälischem Privatbesitz, Kunsthalle Düsseldorf, Düsseldorf; Beuys war mit Stuhl mit Fett, 1963, heute im Block Beuys, beteiligt. (30.4.–18.6.)
- 1967: BEUYS, Städtisches Museum Abteiberg, Mönchengladbach (13.9.–29.10.)
- 1968: Joseph Beuys. Zeichnungen, Fettplastiken, Wide White Space Gallery, Antwerpen (10.2. – März)
- 1968: Schilderijen, objekten, tekeningen, Stedelijk van Abbemuseum, Eindhoven; Übernahme der Mönchengladbacher Ausstellung (23.3.–5.5.)
- 1968: Sammlung 1968 Karl Ströher, Galerie-Verein München in der Neuen Pinakothek, Haus der Kunst, München (15.6.–9.8.)
- 1968: documenta IV, Kassel (27.6.–6.10.)
- 1968: Raum 563 × 491 × 563, Fettecken und auseinandergerissene Luftpumpen, Künstlerhaus Nürnberg, Nürnberg (20.7.–5.9.)
- 1968: Sammlung Karl Ströher, Kunstverein Hamburg, Hamburg (24.8.–6.10.)
- 1968: Prospekt 68, Kunsthalle Düsseldorf, Düsseldorf (20.–29.9.)
- 1968/69: Joseph Beuys. Zeichnungen, Objekte, Art Intermedia, Köln (14.12.–22.1., verlängert bis 15.2.)
- 1969: gymnasia, Gymnasium an der Koblenzer Straße, Benrath; Gruppenausstellung: Beuys beteiligte sich mit Badewanne, 1960 und Ja Ja Ja Ja Ja, Nee Nee Nee Nee Nee, 1969. Weitere Künstler: Günther Uecker, Heinz Mack, Konrad Lueg, Klaus Rinke, Anatol Herzfeld (11.1.–1.2.)
- 1969: Joseph Beuys FOND III, Galerie Schmela, Düsseldorf (29.1.–21.2.)
- 1969: Joseph Beuys: Konzertflügeljom (Bereichjom), 1. Ausstellung der Ausstellungsreihe Blockade '69, Galerie René Block, Berlin (28.2.–26.3.)
- 1969: Sammlung Karl Ströher, Neue Nationalgalerie, Berlin (1.3.–4.4.)
- 1969: When Attidudes Become Form, Kunsthalle, Bern; Gruppenausstellung: Joseph Beuys vertreten mit Wärmeskulptur. Weitere Künstler: Michael Buthe, Hanne Darboven, Hans Haacke, Reiner Ruthenbeck u. a. (insgesamt 69) (22.3.–27.4.)
- 1969: Sammlung Ströher. Teil I Beuys, Deutscher Beitrag, Kunsthalle Düsseldorf (25.4.–15.5.)
- 1969: Zeichnungen, kleine Objekte, Kunstmuseum Basel, Basel (5.6.–1.8.)
- 1969: Düsseldorfer Szene, Kunstmuseum Luzern, Luzern (15.6.–13.7.); Gruppenausstellung mit Joseph Beuys, Claus Böhmler, Rainer Giese, Klaus Wolf Knoebel, Blinky Palermo, Sigmar Polke, Chris Reinecke, Jörg Immendorff, Gerhard Richter, Klaus Rinke, Reiner Ruthenbeck, Günter Weseler
- 1969: Prospekt 69, Kunsthalle, Düsseldorf, Beuys' Beitrag: PLASTISCHER FUSS, ELASTISCHER FUSS (30.9.–12.10.)
- 1969/70: Joseph Beuys. Werke aus der Sammlung Karl Ströher, Kunstmuseum Basel, Basel (16.11.–4.1., verlängert bis 11.1.)

### 1970–1975
- 1970: Konzepte einer neuen Kunst, Kunstverein Göttingen, Gruppenausstellung im Rahmen eines vierteiligen Zyklus. Mit Beuys: Hans Haacke, Höke, Ulrichs. (9.1.-28.1.; Zyklus bis 26.4.)
- 1970: TABERNAKEL, Louisiana Museum, Humlebæk; Gruppenausstellung: Weitere teilnehmende Künstler sind Jan Dibbets, Poul Gernes, Per Kirkeby, Arthur Køpcke, Richard Long, Peter Louis-Jensen, Bjørn Nørgaard und Panamarenko (24.1.–22.2.)
- 1970: Zeichnungen von Joseph Beuys aus der Sammlung van der Grinten, Vleeshal van het Stadthiste, Middelborg (6.6.–4.7.)
- 1970: Zeichnungen von Joseph Beuys aus der Sammlung van der Grinten, Museum Groningen, Groningen (30.7.–30.8.)
- 1970: Strategy: Get Arts, Contemporary Art from Düsseldorf, Edinburgh College of Art, Edinburgh; Beuys und Christiansen wiederholen zehnmal die vierstündige Aktion Celtic (Kinloch Rannoch) Schottische Symphonie (23.–30.8.)
- 1970: Joseph Beuys. Zeichnungen 1946–1962, Kunstverein Ulm, Ulm (18.10.–15.11.)
- 1970: Freitagsobjekt ‘1a gebratene Fischgräte’; (Aktion), Eat Art Galerie Daniel Spoerri, Düsseldorf (30.10.)
- 1970: Joseph Beuys. Zeichnungen aus der Sammlung van der Grinten, Galerie im Taxispalais, Innsbruck (6.11.–6.12.)
- 1970/71: Zeichnungen 1946–1962, (73 Arbeiten aus der Sammlung der Brüder van der Grinten), Herzog-Anton-Ulrich-Museum, Braunschweig (11.12.–31.1.)
- 1971: Joseph Beuys. Zeichnungen aus der Sammlung van der Grinten, Kranenburg, Galerie nächst St. Stephan, Wien (5.–30.1.)
- 1971: Joseph Beuys. Aktioner Aktionen, Zeichnungen und Objekte aus der Sammlung van der Grinten und Jost Herbig, Moderna Museet, Stockholm (16.1.–28.2.)
- 1971:  Joseph Beuys. Kunst = Mensch, Haus Lange, Krefeld
- 1971: Joseph Beuys Handzeichnungen, Kunsthalle zu Kiel (7.3–11.4.)
- 1971: Objekte und Zeichnungen aus der Sammlung van der Grinten, Von der Heydt-Museum, Wuppertal (20.3.–25.4.)
- 1971: BARRAQUE D'DULL ODDE, 1961–1967 und als Videodoppel die Bandaufteichnung der Basler Aktion Celtic+~, Galerie Schmela, Düsseldorf (17.9.–2.10.)
- 1971: Joseph Beuys. Zeichnungen und Objekte, Galerie Art Intermedia, Köln (5.–30.10.)
- 1971: Prospekt 71 Projections, Kunsthalle Düsseldorf, Beuys war mit den drei Filmen Eurasienstab, 1968, Transsibirische Bahn, 1970 und Filz-TV, 1970 vertreten. (8.–17.10.)
- 1971: Ciclo sull’opera di Joseph Beuys 1946–1971. (Die politischen Probleme der europäischen Gesellschaft), Modern Art Agency, Lucio Amelio, Neapel (13.11.)
- 1971/72: Zeichnungen, Aquarelle, Gouachen, Galerie Thomas, München (16.11.–15.12.)
- 1972: Collected Editions, John Gibson Gallery, New York (10.2.–3.3.)
- 1972: 7 Exhibitions, Ausstellung von Filmen und Videotapes, Tate Gallery, London (24.2.–6.3.)
- 1972: Joseph Beuys. Zeichnungen von 1949 bis 1969, Galerie Schmela, Düsseldorf (12.5.–17.6.)
- 1972: Arena und Aktion: Vitex Agnus Castus, Lucio Amelio, Modern Art Agency, Neapel (15.6. – Eröffnung)
- 1972: documenta 5, Kassel, Beuys ist mit seinem Informationsbüro der Organisation für direkte demokratie durch Volksabstimmung vertreten (30.6.–8.10.)
- 1972: Zeichnungen und andere Blätter aus Sammlung Karl Ströher, Hessisches Landesmuseum Darmstadt, Darmstadt (30.6.–20.8.)
- 1972: Arena. dove sarei arrivato se fossi stato intelligente! (deutsch: Arena. wo wäre ich hingekommen, wenn ich intelligent gewesen wäre!), Galleria Attico, Rom (30.10. – Eröffnung)
- 1973: Joseph Beuys. drawings 1947–1972, Ronald Feldman Fine Arts, New York (13.1.–16.2.)
- 1973: Joseph Beuys. Gesammelte Editionen 1965–1972, Galerie Loehr, Frankfurt a. M. (28.3.–26.5.)
- 1973: Multiples, Bücher und Kataloge, Galerie Klein, Bonn (10.4.–19.5.)
- 1973: Joseph Beuys. Multiples, Galerie Grafikmeyer, Karlsruhe (29.6.–26.7.)
- 1973: Joseph Beuys. Zeichnungen von 1946 bis 1972, Galerie Schmela, Düsseldorf (ab 29.9.)
- 1973: Zeichnungen aus der Sammlung Karl Ströher, Kunsthalle Tübingen, Tübingen (27.10.–2.12.)
- 1974: Collected Editions II, John Gibson Gallery, New York (5.–24.1.)
- 1974: Joseph Beuys. Collection Speck 1948–1972, Multiples, Livres, Catalogues, Bama Galerie, Paris (13.3.–15.4.)
- 1974: The secret block for a secret person in Ireland; 327 im Besitz von Beuys befindliche Zeichnungen und Gouachen wurden gezeigt. Der auf 456 Arbeiten ergänzte Secret block befindet sich heute in der Sammlung Erich Marx in Berlin, Museum of Modern Art, Oxford (7.4.–12.5.)
- 1974: Zeichnungen 1946–1971, Museum Haus Lange, Krefeld (19.5.–30.6.)
- 1974: Beuys at Forest Hill, Richard Demarco Gallery, Edinburgh (6.–29.6.)
- 1974: Tracce in Italia, Modern Art Agency, Neapel (1.10. – Eröffnung)
- 1974/75: Surealität – Bildrealität 1924–1974, Kunsthalle Düsseldorf, Düsseldorf (8.12.–2.2.)

### 1975–1980
- 1975: Collected Editions III – New additions to the largest collection of Beuys' multiple objects, prints, posters, books and catalogues, John Gibson Gallery, New York (1.–26.2.)
- 1975: Joseph Beuys. Lithographien und Holzschnitte, Schellmann und Klüser, München (5.2. – Eröffnung)
- 1975: The Hearth (Feuerstätte), Ronald Feldman Fine Arts, New York (5.4.–10.5.)
- 1975: beuys-sculpture, gezeigt wird das Environment „RICHTKRÄFTE '74“, René Block Gallery, New York (5.4.–10.5.)
- 1975: Dokumentation zu Joseph Beuys, Bonnefantenmuseum / Limburgs Museum voor Kunst en Oudheden, Maastricht (12.4.–19.5.)
- 1975: Zeichnungen, Bilder, Plastiken, Objekte, Aktionsphotographien, Kunstverein Freiburg / Städtische Galerie im Schwarzen Kloster, Freiburg i.Br. (23.5.–29.6.)
- 1975: Beteiligung an der Ausstellung Je/Nous – exposition d'art d'aujourd'hui, Musée d'Ixelles, Brüssel (24.5.–29.6.)
- 1975/76: Joseph Beuys, Kestner Gesellschaft, Hannover (19.12.–8.2.)
- 1976: Joseph Beuys installiert zeige deine Wunde im Kunstforum der Fußgängerunterführung Maximilianstraße (heute: Maximiliansforum), München (12.2.–6.3.)
- 1976: Joseph Beuys. Eurasier, Galerie Schmela, Düsseldorf (14.5.–21.6.)
- 1976: Example Joseph Beuys. Multiples, Drawings, Videotapes, University of California Art Galleries, Riverside (CA) (15.5.–15.6.)
- 1976: 37. Biennale von Venedig, Venedig; Beuys vertreten mit Straßenbahnhaltestelle / Tram Stop / Fermata del Tram, 1961–1976 (18.7.–10.10.)
- 1976: Bilder, Objekte, Galerie Klewan, Wien (1.–30.9.)
- 1976: Joseph Beuys. Fond IV/4, Galerie Schmela, Düsseldorf (6.–30.9.)
- 1976: Die drei Teile des Aktionssockels von „24 Stunden“, 5. Juni 65 0–24 h, Galerie Konrad Fischer, Düsseldorf (9.–30.9.)
- 1976: ProspektRetrospekt, Kunsthalle Düsseldorf, Düsseldorf (25.10.–4.11.)
- 1976: Neue Lithographische Mappenwerke. „Spur II“ und „5 Lithographien“, Schellmann und Klüser, München (4.–30.11.)
- 1976/77: Einzelwerke und Zusammenhänge. 10 Neuerwerbungen aus den Jahren 1952–1974 von Joseph Beuys, Museum Haus Lange, Krefeld (21.11.–9.1.)
- 1977: The secret block for a secret person in Ireland, Kunstmuseum, Basel (16.4.–26.6.)
- 1977: documenta 6, Kassel; Beuys vertreten mit Honigpumpe am Arbeitsplatz 1974–1977, 100 Tage freie Internationale Hochschule für Kreativität und Interdisziplinäre Forschung (24.6.–2.10.)
- 1977: Handzeichnungen, documenta 6, Orangerie, Kassel (24.6.–2.10.)
- 1977: Skulptur '77, Westfälisches Landesmuseums Münster; Gruppenausstellung: Beuys vertreten mit Unschlitt/Tallow (Wärmeskulptur auf Zeit hin angelegt); die riesigen Wachstalgblöcke wurden im Hof des Westfälischen Landesmuseums Münster installiert. (3.7.–13.11.)
- 1977: Europalia '77, Joseph Beuys – Tekeningen, Aquarellen, Gouaches, Collages, Olieverven (Zeichnungen, Aquarelle, Gouachen, Collagen, Ölbilder), Museum van Hedendaagse Kunst, Gent (5.10.–11.12.)
- 1977: Zeichnungen Teil I 17 Zeichnungen Gespräch mit Hagen Lieberknecht; Zeichnungen 1946–1974, Teil II, Galerie Schellmann und Klüser, München (13.10.–20.11.)
- 1977: Joseph Beuys. Multiplizierte Kunst, Städtisches Kunstmuseum Bonn, Bonn (14.10.–20.11.)
- 1978: Joseph Beuys. Graphik – Multiples, Kleine Grafik-Galerie, Bremen (27.1.–25.2.)
- 1978: Beuys-Tracce in Italia, Museo Diego Aragona Pignatelli Cortes, Neapel (13.3. – Eröffnung)
- 1978: Joseph Beuys. Zeichnungen und Objekte, Kunsthalle Bremerhaven, Bremerhaven (23.4.–21.5.)
- 1978: Beuys-Tracce in Italia, Palazzo Ducale, Genua (10.6.–20.7.)
- 1978/79: MUSEUM DES GELDES. Über die seltsame Natur des Geldes in Kunst, Wissenschaft und Leben, Kunsthalle Düsseldorf und Kunstverein für die Rheinlande und Westfalen, Düsseldorf, Entstehung des Multiples Dollarnoten, 1978 (18.11.–4.2.)
- 1978: Joseph Beuys, Galerie Schmela, Düsseldorf (16.12. – Eröffnung)
- 1979: Mataré und seine Schüler, Beuys, Haese, Heerich, Meistermann, Akademie der Künste, Berlin (21.1.–18.2.)
- 1979: Joseph Beuys. Kunst ist, wenn man trotzdem lacht. Installationen, Raumkonzepte „1. Basisraum Nasse Wäsche“, „2. Unsichtbare Plastik 1971“, Edition Galerie nächst St. Stephan, Wien (27.2.–10.3.)
- 1979: Joseph Beuys. Zeichnungen. Objekte., Kunstverein Göttingen (11.3.-8.4.)
- 1979: Joseph Beuys. Spuren in Italien, Kunstmuseum, Luzern (22.4.–17.6.)
- 1979: Joseph Beuys. Ja, jetzt brechen wir hier den Scheiß ab. Anlass war die Schließung der Galerie René Block, Berlin (21.8.–15.9.)
- 1979: XVth Biennale von São Paulo, São Paulo; Beuys vertreten mit Brazilian Fond (Fond V) (3.10.–9.12.)
- 1979: Joseph Beuys. Aus Berlin: Neues vom Kojoten, Ronald Feldman Gallery, New York (3.11.–31.12.)
- 1979: Heute arbeitet Beuys in der Galerie Schmela, Galerie Schmela, Düsseldorf (7.11 – Eröffnung)
- 1979: KUNST = KAPITAL. Joseph Beuys, Robert Rauschenberg, Andy Warhol, Galerie Denise René/Hans Mayer, Düsseldorf (7.11.–5.12.)
- 1979/80: Zeichnungen, Tekeningen, Drawings, Museum Boymans-van Beuningen, Rotterdam (1.11.–15.1.)
- 1979/80: Joseph Beuys, The Solomon R. Guggenheim-Museum, New York, Retrospektive (2.11.–2.1.)

### 1980–1986
- 1980: Joseph Beuys. Neue Objekte, Galerie Schellmann und Klüser, München (24.1.–4.3.)
- 1980: Zeichnungen, Tekeningen, Drawings, Nationalgalerie, Berlin (März – Mai 1980)
- 1980: Joseph Beuys. Sammlung Ulbricht. Multiplizierte Kunst 1965–1980, Wilhelm-Hack-Museum, Ludwigshafen am Rhein (4.5.–22.6.)
- 1980: 39. Biennale Venedig, Venedig; Beuys vertreten mit DAS KAPITAL RAUM 1970–1977, (1.6.–28.9.)
- 1980: Kunst in Europa na '68, Museum van Hedendaagse Kunst, Gent; Beuys erstellt die Arbeit Wirtschaftswerte, 1980 (16.–17.6.)
- 1980: Stripes from the house of the shaman, 1964–1972; Words which can hear, Anthony d’Offay Gallery, London (13.8.–10.9.)
- 1980: Joseph Beuys. Alternative politics and the work of the FIU, Richard Demarco Gallery, Edinburgh (17.8.–6.9.)
- 1980: Joseph Beuys Zeichnungen Bildobjekte Holzschnitte, Badischer Kunstverein, Karlsruhe (7.10.–23.11.)
- 1980/81: Zeichen und Mythen. Orte der Entfaltung, Bonner Kunstverein, Bonn (29.11.–1.2.)
- 1981: Art Allemagne Aujourd'hui, Musée d’Art Moderne de la Ville de Paris, Gruppenausstellung: Beuys vertreten mit Grond, 1980 (17.1.–8.3.)
- 1981: DAS KAPITAL RAUM 1970–1977, InK. Halle für internationale neue Kunst, Zürich (15.2.–31.3.)
- 1981: Terremoto 1981, (Aktionsplastik), Palazzo Braschi, Rom (4.–8.4.)
- 1981: Joseph Beuys. Raum: 90.000,-- DM (1980), Galerie Jöllenbeck, Köln (29.5.)
- 1981: Joseph Beuys … in Scotland – A Photographic Documentation of his Actions and Activities in Scotland 1970–81, Richard Demarco Gallery, Edinburgh (15.8.–5.9.)
- 1981: Joseph Beuys. Arbeiten aus Münchner Sammlungen, Städtische Galerie im Lenbachhaus, München (2.9.–18.10.)
- 1981: Joseph Beuys. Vrouwen, Museum Commanderie van Sint Jan, Nijmegen (5.9.–11.10.)
- Schwarz, Kunsthalle Düsseldorf. Düsseldorf (16.11.–29.11.)
- 1981: Joseph Beuys. Multiplizierte Kunst 1965–1981, Sammlung Ulbricht (erste Beuys-Ausstellung in der DDR), Ständige Vertretung der Bundesrepublik Deutschland, Ost-Berlin (23.10.–31.12.)
- 1982 Joseph Beuys. letzter Raum? last space? dernier espace?, Galerie Liliane und Michel Durand-Dessert, Paris; gezeigt wird die Rauminstallation dernier espace avec introspecteur, 1964–1982 (30.1.–20.3.)
- 1982: documenta 7, Kassel, vom 19.6. bis 28.9. pflanzt Beuys die ersten von 7000 Eichen (19.6. – Eröffnung)
- 1982: Joseph Beuys. Multiplisert Kunst. Fra Sammlung Ulbricht, Düsseldorf, Henie-Onstad Kunstsenter, Hovikodden (25.9.–31.10.)
- 1982: Joseph Beuys. Diffesa della natura, Galerie Klein, Bonn (4.–10.12.)
- 1982: Gegen das Kriegsrecht in Polen – für Solidarność, museum kunst palast, Düsseldorf; Gruppenausstellung: Beteiligte Künstler: Georg Baselitz, Tony Cragg, Walter Dahn, Jiří Georg Dokoupil, Jörg Immendorff, Imi Knoebel, Bruce McLean, Meuser, Albert Oehlen, Markus Oehlen, Gerhard Richter, Salomé, Katharina Sieverding, Klaus Staeck, Franz Erhard Walther und weitere. Beuys zeigte die Arbeit Wieviel hat Herr Conzen und hat Johannes Rau schon für Polen gegeben?, 1982. Am 13. November wurde die Arbeit zugunsten des „Fonds für eine unabhängige polnische Kultur“ versteigert. (22.10.–13.11.)
- 1982: Zeitgeist, Martin-Gropius-Bau, Berlin (16.10.–16.1.1983)
- 1983: Joseph Beuys. Drawings, City Art Gallery, Leeds (22.4.–21.5.)
- 1983: Galerie Konrad Fischer, Düsseldorf, zeigt die Arbeit Dumme Kiste, 1983 (3.5. – Anfang Juni)
- 1983: JOSEPH BEUYS DAS ENDE DES 20. JAHRHUNDERTS, 1982–1983 (Fassung II), Galerie Schmela, Düsseldorf (27.5.–15.7.)
- 1983: Joseph Beuys. Drawings and watercolours 1941–1983, Victoria and Albert Museum, London (27.7.–2.10.)
- 1983: Joseph Beuys Zeichnungen 1949–1969 und Bergkönig 1958–1961, Städtische Galerie im Städelschen Kunstinstitut, Frankfurt a. M. (24.8.–30.10.)
- 1983: Der Versuch, am Ende doch noch Spaß zu haben. Sammlung Ulbricht. Neuerwerbungen 1981–1983, museum kunst palast, Düsseldorf; Beuys installierte und zeigte Das Ende des 20. Jahrhunderts, 1983 in einer Fünf-Steine-Version, sowie die Werke aus Zentralafrika, 1982, Alarm I und Alarm II, jeweils aus dem Jahre 1983 und nur noch „I“ Tage bis zum Ende des Kapitalismus, 1981. (3.9.–9.10.)
- 1983: Joseph Beuys. 12 Vitrines, Forms of the Sixties, Anthony d’Offay Gallery, London (9.9.–15.10.)
- 1983/84: Joseph Beuys. Zeichnungen Dessins, Musée cantonal des beaux-arts de Lausanne (17.11.–3.1.)
- 1983/84: Joseph Beuys. Hinter dem Knochen wird gezählt SCHMERZRAUM, 1941–1983, Galerie Konrad Fischer, Düsseldorf (11.12.–15.1.)
- 1984: Joseph Beuys. Zwei Skulpturen 1949, 1950 (Tierfrau, 1949, Ofen, 1950), Galerie Schellmann Klüser, München (16.2.–31.3.)
- 1984: Joseph Beuys. Tiere. Zeichnungen und plastische Beispiele, Mittelrhein-Museum, Koblenz (30.3.–13.5.)
- 1984: Joseph Beuys und Nam June Paik, Galerie Watari, Tokio (15.5.–17.7.)
- 1984: Joseph Beuys. An Exhibition Based on The Ulbricht Collection, The Seibu Museum of Art, Tokio (2.6.–2.7.)
- 1984: Skulptur im 20. Jahrhundert, Merian Park, Basel (3.6.–30.9.)
- 1984: Joseph Beuys Ölfarben 1949–1967, Kunsthalle, Tübingen (8.9.–28.10.)
- 1984: von hier aus – Zwei Monate neue deutsche Kunst in Düsseldorf, Messegelände Halle 13; Gruppenausstellung: Beuys beteiligte sich mit FOND VII/2, 1967 und dem Environment Wirtschaftswerte, 1980 (29.9.–2.12.)
- 1984: Aufbrüche. Manifeste, Manifestationen. Positionen in der bildenden Kunst zu Beginn der 60er Jahre in Berlin, Düsseldorf und München, Kunsthalle Düsseldorf, Düsseldorf; Gruppenausstellung: Beuys war mit Infiltration homogen für Konzertflügel, 1966 vertreten. (13.10.–25.11.)
- 1984: F.I.A.C. '84 (Foire Internationale de l'Art Contemporanain), Grand Palais, Paris. Die Galerie Lucrezia de Domizio, Pescara zeigt die Arbeit Olivestones, 1984 (19.–27.10.)
- 1984: MENSCHENBILD – CHRISTUSBILD / 4. Ausstellung – Joseph Beuys, Sankt Markus Nied, Frankfurt a. M. (10.–22.11.)
- 1984/85: Joseph Beuys. Neuerwerbungen der Sammlung Ulbricht, Städtisches Kunstmuseum, Bonn (14.11.–13.1.)
- 1985: 7000 Eichen. 34 Künstler stiften eine Arbeit für die Aktion von Joseph Beuys, Kunsthalle, Tübingen (2.3.–14.4.)
- 1985: RAUM ZEIT STILLE, Kölnischer Kunstverein, Köln; Gruppenausstellung: Weitere ausgestellte Künstler waren Josef Albers, John Cage, Carl Gustav Carus, Marcel Duchamp, Jannis Kounellis, René Magritte, Kasimir Malewitsch, La Monte Young, Barnett Newman, Nam June Paik, Arnulf Rainer, Odilon Redon, Mark Rothko, Reiner Ruthenbeck, Georges Seurat (23.3.–2.6.)
- 1985: Kreuz und Zeichen, Religiöse Grundlagen im Werk von Joseph Beuys, Suermondt-Ludwig-Museum, Aachen (11.8.–29.9.)
- 1985: Joseph Beuys. Braunkreuz, Museum Commanderie van Sint Jan, Nijmegen (24.8.–13.10.)
- 1985: Joseph Beuys. Objekte und Multiples aus der Sammlung Wolfgang Feelisch, Remscheidt, Museum am Ostwall, Dortmund (1.–29.9.)
- 1985: Plight, 1958–1985, Anthony d’Offay Gallery, London (9.10.–16.11.)
- 1985: German Art in the 20th Century. Paintings and Sculpture 1905–1985, Royal Academy of Arts, London; Gruppenausstellung: Beuys vertreten mit nasse Wäsche Jungfrau II, 1985; SIBYLLA, 1945–1959; Bergkönig, 1958–1961; Straßenbahnhaltestelle, 1961–1976; Pt Co Fe Platin Cobald Eisen, 1948–1973; Blitzschlag, 1982–1983 (11.10.–22.12.)
- 1985: Joseph Beuys. Dibujos, Fundacion Caja de Pensiones, Sala de Exposiciones, Madrid (24.10.–1.12.)
- 1985/86: Joseph Beuys. Palazzo Regale, 1985, Museo di Capodimonte, Neapel (23.12.–31.5.)

Postum
- 1986: Beuys zu Ehren, Städtische Galerie im Lenbachhaus, München (16.7.–2.11.)
- 1988: Eine Strassenaktion, Galerie Moderne Kunst, Dietmar Werle, Köln (12.11.–21.12.) – Bei dieser Ausstellung handelt es sich um die letzte von Beuys konzipierte Ausstellung.